# Telaki
Telaki – wieś w Polsce położona w województwie mazowieckim, w powiecie sokołowskim, w gminie Kosów Lacki. Ma status sołectwa.
| SIMC    | Nazwa              | Rodzaj    |
| ------- | ------------------ | --------- |
| 0676370 | Borek              | część wsi |
| 0676387 | Czarna Choina      | część wsi |
| 1058125 | Dębiny             | część wsi |
| 0676393 | Góry               | część wsi |
| 0676401 | Kolonia Telakowska | część wsi |
| 0676418 | Zapiaski           | część wsi |

W latach 1975–1998 miejscowość administracyjnie należała do województwa siedleckiego.
Typowe nazwiska występujące wśród mieszkańców wsi: Adamczyk, Gęsina, Zakrzewski, Kietliński, Szymański, Zaranek, Mikołajczuk, Maliszewski, Lipka, Kurowicki.
Od 1918 w Telakach funkcjonowała szkoła podstawowa z podziałem na klasy. W 1938 ze składek społeczności wiejskiej wybudowano budynek szkolny składający się z czterech sal lekcyjnych i kancelarii. .
W ostatnich latach szkoła funkcjonowała jako filia Szkoły Podstawowej w Kosowie Lackim. Z roku na rok uczyło się tam coraz mniej uczniów. W roku szkolnym 2017/2018 w Telakach uczyło się jedynie 10 uczniów. Dlatego, po 100 latach istnienia, podczas sesji Rady Miasta i Gminy Kosów Lacki w dniu 16 lutego 2018 radni podjęli uchwałę o likwidacji szkoły w Telakach.
Wierni kościoła rzymskokatolickiego należą do parafii Parafia Narodzenia Najświętszej Maryi Panny w Kosowie Lackim.